# Crônicas do Mundo Emerso
A trilogia Crônicas do Mundo Emerso (título original em italiano: Cronache del Mondo Emerso) é uma obra de ficção de autoria da escritora italiana Licia Troisi, publicada em 2004-2005 pela editora italiana Mondadori . No Brasil foi publicado pela Editora Rocco entre 2006-2007. 
A história dividida em 3 partes é narrada em ordem cronológica pelos livros A Garota Da Terra Do Vento (br) ou Nihal da Terra do Vento (pt), A Missão de Senar e O Talismã do Poder. Dentre os traços mais marcantes da narrativa está o grande processo de amadurecimento sofrido pelos protagonistas da história, que são a guerreira semi-elfo Nihal, e o mago Senar. 
A trilogia foi publicada no Brasil pela editora Rocco e em Portugal pela editora Editorial Presença.

## Sinopse
A história de Crônicas do Mundo Emerso é vivida por Nihal, única mulher Cavaleiro de Dragão e última semi-elfo; e pelo mago Senar. Nihal e Senar tornam-se grandes amigos ainda na adolescência, quando são ambos aprendizes de magia com Soana, tia de Nihal. 
Após a destruição da cidade-torre Salazar, na Terra do Vento, pelos exércitos de um Tirano tão implacável quanto misterioso, Nihal e Senar partem para Makrat (Terra do Sol), cada um com um objetivo: o de Nihal, tornar-se Cavaleiro de Dragão; o de Senar, tornar-se Conselheiro dos Magos. Juntos eles enfrentam toda sorte de desafios e sofrimentos, físicos e morais, para derrotarem o Tirano que busca dominar por completo o Mundo Emerso. 

## Trilogia
- A Garota da Terra do Vento (ed. Rocco, ISBN 85-325-2003-0, ed. Presença Nihal da Terra do Vento ISBN 972-23-3516-2))
- A Missão de Senar (ed. Rocco, ISBN 85-325-2035-9, ed. Presença ISBN 978-972-23-3685-7)
- O Talismã do Poder (ed. Rocco, ISBN 978-85-325-2058-6, ed. Presença ISBN 978-972-23-3988-9)